# Songpa-gu
Songpa-gu (Hangul: 송파구; Hanja: 松坡區; Hán Việt: Tùng Pha khu) là một quận (gu) của thủ đô Seoul, Hàn Quốc. Quận này có diện tích 33,89 km2, dân số 649.888 người. Quận được chia ra thành 28 phường (dong) hành chính.  Quận này có Khách sạn Lotte và Lotte World. Thế vận hội mùa Hè 1988 diễn ra ở đây. Quận này có Công viên Thế vận hội và Tổ hợp thể thao Thế vận hội.